# Departamento de Operaciones de Mantenimiento de la Paz
El Departamento de Operaciones de Mantenimiento de la Paz (DOMP) es un departamento de la Organización de las Naciones Unidas encargado de conservar el mantenimiento de la seguridad y la paz mundial, fundado en 1992.

## Historia1.2
La historia del DOMP se remonta a 1948, con la creación del Grupo de Observadores Militares de las Naciones Unidas en India y Pakistán (UNMOGIP) y el Organismo de las Naciones Unidas para la Vigilancia de la Tregua (ONUVT). Hasta finales de la década de 1980, las misiones de mantenimiento de la paz fueron realizadas por seis funcionarios de la Oficina de Asuntos Políticos Especiales de las Naciones Unidas, gobernada primero por el Secretario General Adjunto Ralph Bunche, y posteriormente por Brian Urquhart y Marrack Goulding.